# Аколмистли

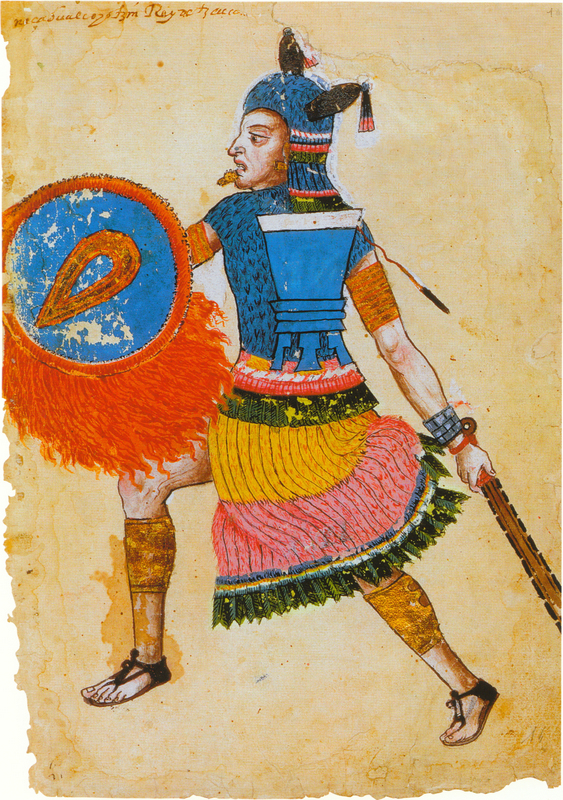
Аколмистли Несауалькойотль

Аколмистли (исп. Acolmiztli; Аколмицтли, Акольмицтли) — ацтекский бог Миктлана, подземного мира. Другое имя Аколнауакатль.
Владыкой Миктлана считался Миктлантекутли, изображаемый в виде окровавленного скелета. В Миктлан попадали люди, умершие естественной смертью, а проводником душ в его мир работал собакоголовый бог Шолотль.
Вход в подземный мир охраняла огромная чёрная пума — бог по имени Аколмистли («Сильная кошка»). Её рев был так ужасен, что живые не осмеливались войти под землю.
Тлатоани (правитель) государства племени акольхуа с центром в городе Тескоко в восточной части Мексиканской долины добавил к своему имени Несауалькойотль имя бога Аколмистли.